# Walter Trapp (Politiker)
Walter Trapp (* 2. November 1920 in Hohenfelde, Landkreis Lauenburg, Pommern; † 11. Juni 2010 in Bad Wünnenberg, Nordrhein-Westfalen) war ein deutscher Kommunalpolitiker. 

## Leben
Trapp stammte von einem Bauernhof bei Hohenfelde. Nach seiner Schulzeit absolvierte er eine Ausbildung bei der Polizei. Er nahm am Zweiten Weltkrieg teil und kam in Kriegsgefangenschaft. 1947 wurde er entlassen und ließ sich in Wünnenberg in Nordrhein-Westfalen nieder. 
Dort trat Trapp wieder in den Polizeidienst und schloss sich in dieser Zeit auch der CDU an. Als Stadtrat übernahm er im Lauf der Jahre verschiedene Aufgaben in der Gemeinde. 1953 war er maßgeblich an der Gründung des Verkehrsvereins Wünnenberg beteiligt. Es war sein Verdienst, dass Wünnenberg als erste Gemeinde in Nordrhein-Westfalen den Titel Luftkurort erhielt, und er arbeitete auch daran, Wünnenberg zum Kneippkurort zu befördern. In diesem Zusammenhang verantwortete er die kommunalpolitischen Beschlüsse zum Bau des Frei- und Hallenbades, der Einrichtung des Kurhauses, der Anlage des Freizeit- und Erholungsparks Aatals sowie zahlreicher Sportanlagen. 1983 wurde auf Trapps Initiative eine evangelische Kirche in Wünnenberg gebaut.
1986 erhielt er für sein vielfältiges Engagement das Bundesverdienstkreuz am Bande.
1989 legte Trapp alle seine Ämter nieder.

## Belege
1. ↑  Nachruf der Stadt Bad Wünnenberg, erschienen in: Neue Westfälische vom 13. Juli 2010.

| Personendaten    | Personendaten                       |
| ---------------- | ----------------------------------- |
| NAME             | Trapp, Walter                       |
| KURZBESCHREIBUNG | deutscher Kommunalpolitiker         |
| GEBURTSDATUM     | 2. November 1920                    |
| GEBURTSORT       | Hohenfelde, Landkreis Lauenburg     |
| STERBEDATUM      | 11. Juni 2010                       |
| STERBEORT        | Bad Wünnenberg, Nordrhein-Westfalen |